# Stephanostegia capuronii
Stephanostegia capuronii är en oleanderväxtart som beskrevs av Markgraf. Stephanostegia capuronii ingår i släktet Stephanostegia och familjen oleanderväxter. Inga underarter finns listade i Catalogue of Life.